# دیگو ژوتا
دیُگو ژوزه تیشیرا دا سیلوا (به پرتغالی: Diogo José Teixeira da Silva؛ ۴ دسامبر ۱۹۹۶ – ۳ ژوئیهٔ ۲۰۲۵) که بیشتر با نام دیُگو ژوتا شناخته می‌شد، بازیکن فوتبال اهل پرتغال بود که در پست فوروارد بازی می‌کرد.
دیگو ژوتا پیش از اینکه در سال ۲۰۱۶ با باشگاه لالیگا اتلتیکو مادرید قرارداد امضا کند، حرفه خود را با پاسوژ د فریرا آغاز کرد. پس از دو فصل در پریمیرا لیگا، وی در سال ۲۰۱۶ به طور پی‌درپی به باشگاه پریمیرا لیگا پورتو و در سال ۲۰۱۷ به باشگاه انگلیسی چمپیونشیپ ولورهمپتون واندررز قرض داده شد. پس از اینکه او که به آن‌ها کمک کرد تا به لیگ برتر راه پیدا کنند، در سال ۲۰۱۸ با پیشنهاد ۱۴ میلیون یورو به این باشگاه پیوست و ۱۳۱ بازی برای آنها انجام داد و ۴۴ گل به ثمر رساند. در سال ۲۰۲۰، او با پیشنهادی به اندازه ۴۱ میلیون پوند با لیورپول قرارداد امضا کرد. او در طول پنج فصل حضورش در لیورپول، ۱۸۲ بازی انجام داد و ۶۵ گل به ثمر رساند و عنوان قهرمانی لیگ برتر در فصل ۲۰۲۴-۲۰۲۵، یک قهرمانی جام حذفی و دو قهرمانی جام اتحادیه را با آنها به‌دست آورد.
ژوتا به عنوان بازیکن جوان تیم ملی پرتغال، در رده‌های سنی زیر ۱۹ سال، زیر ۲۱ سال و زیر ۲۳ سال برای کشورش بازی کرده است. او نخستین بازی خود در تیم ملی بزرگسالان را در نوامبر ۲۰۱۹ انجام داد و در فهرست بازیکنان پرتغال برای جام جهانی ۲۰۲۲ و دو دوره جام ملت‌های اروپا (۲۰۲۰ و ۲۰۲۴) حضور داشت. او همچنین قهرمان لیگ ملت‌های اروپا در سال‌های ۲۰۱۹ و ۲۰۲۵ شد.
ژوتا و برادرش، آندره سیلوا، در ۳ ژوئیهٔ ۲۰۲۵ در یک تصادف تک‌وسیله‌ای در چرنادیلا، اسپانیا کشته شدند.

## باشگاهی

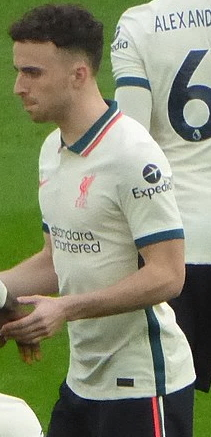
دیگو ژوتا در لباس لیورپول

او فوتبال حرفه‌ای را در ۱۷ سالگی و در باشگاه پاسوس ده فریرا آغاز کرد. او در نخستین بازی رسمی خود دو گل به ثمر رساند و به جوان‌ترین بازیکن تاریخ باشگاه تبدیل شد که در لیگ برتر پرتغال به این مهم دست یافته است. از دیگر باشگاه‌هایی که وی در آن‌ها، بازی کرده است، می‌توان به اتلتیکو مادرید، پورتو، ولورهمپتون واندررز و لیورپول اشاره کرد.

## تیم ملی

### جوانان
ژوتا در ردهٔ زیر ۱۹ سال آغاز به بازی کردن برای پرتغال کرد، نخستین گل خود را، در ۲۹ مهٔ ۲۰۱۵ در یک برد خانگی ۱–۶ برابر ترکیه در دقیقهٔ ۶۱ به ثمر رساند. او موفق به انجام نخستین بازی خود برای تیم زیر ۲۱ سال در ۱۷ نوامبر در همان سالی که هنوز ۱۹ سال نداشت شد و ۱۵ دقیقه در بردی ۰–۳ برابر اسرائیل بازی کرد ولی گلی نزد. در ۲۸ مهٔ ۲۰۱۸، او در بازی دوستانهای برابر ایتالیا یک گل برای تیم زیر ۲۱ سال به ثمر رساند، این بازی در اشتوریل برگزار شد.

### بزرگسالان
در مارس ۲۰۱۹، ژوتا برای نخستین‌بار برای بازی در تیم‌ملی پرتغال فراخوانده شد، پیش از آغاز بازی‌های مقدماتی یورو ۲۰۲۰ برابر اوکراین و صربستان. او عضوی از فهرست‌ بازیکنان پرتغال بود، زمانی که در ژوئن در فینال لیگ ملت‌های اروپا ۲۰۱۹، جام را در خاک خود به خانه بردند،‌ اما در این رقابت‌ها هرگز به میدان نرفت. در ۱۴ نوامبر، او اولین بازی خود را با ورود به زمین به عنوان بازیکن تعویضی در دقیقه ۸۴ به جای کریستیانو رونالدو در پیروزی ۶–۰ مقابل لیتوانی در مقدماتی یورو ۲۰۲۰ انجام داد. او نخستین گل ملی خود را در ۵ سپتامبر ۲۰۲۰ مقابل کرواسی به ثمر رساند.

## زندگی شخصی
او یک گیمر پیشرفته است، در ۶ فوریهٔ ۲۰۲۱ توانست در رده یک جهانی فیفا ۲۱ جای بگیرد. ژوتا مالکیت تیم ورزش الکترونیکی خود را بر دوش دارد که با نام «دیُگو ژوتا ای‌اسپورتس» (به انگلیسی: Diogo Jota eSports) شناخته می‌شود و به‌گونه پیاپی در توییچ استریم می‌کند. در هنگام قرنطینه و همه‌گیری-کرونا او در یک سری مسابقات فراخوانی فیفا هنبازید، این مسابقات به‌دست لیگ برتر گردانده می‌شود، سرانجام در فینال این سری مسابقات هم‌تیمی آینده خود، ترنت الکساندرآرنولد را شکست داد.
او در یک پیوند دیرباز با دوست‌دخترش، روته کاردوسو، که در فوریهٔ ۲۰۲۱ دارای فرزندی به نام دنیس شدند.

## آمار

### باشگاهی
به‌روز شده در ۲۸ مهٔ ۲۰۲۲
| باشگاه                    | فصل        | لیگ        | لیگ  | لیگ | جام حذفی | جام حذفی | جام اتحادیه | جام اتحادیه | اروپا | اروپا | مجموع | مجموع |
| باشگاه                    | فصل        | دسته       | بازی | گل  | بازی     | گل       | بازی        | گل          | بازی  | گل    | بازی  | گل    |
| ------------------------- | ---------- | ---------- | ---- | --- | -------- | -------- | ----------- | ----------- | ----- | ----- | ----- | ----- |
| پاسوژ د فریرا             | ۱۵–۲۰۱۴    | لیگ پرتغال | ۱۰   | ۲   | ۱        | ۱        | ۰           | ۰           | _     | _     | ۱۱    | ۳     |
| پاسوژ د فریرا             | ۱۶–۲۰۱۵    | لیگ پرتغال | ۳۱   | ۱۲  | ۱        | ۰        | ۲           | ۰           | _     | _     | ۳۴    | ۱۲    |
| پاسوژ د فریرا             | مجموع      | مجموع      | ۴۱   | ۱۴  | ۲        | ۱        | ۲           | ۰           | ۰     | ۰     | ۴۵    | ۱۵    |
| اتلتیکو مادرید            | ۱۷–۲۰۱۶    | لالیگا     | ۰    | ۰   | _        | _        | _           | _           | _     | _     | ۰     | ۰     |
| پورتو (قرضی)              | ۱۷–۲۰۱۶    | لیگ پرتغال | ۲۷   | ۸   | ۱        | ۰        | ۱           | ۰           | ۸     | ۱     | ۳۷    | ۹     |
| ولورهمپتون واندررز (قرضی) | ۱۸–۲۰۱۷    | چمپیونشیپ  | ۴۴   | ۱۷  | ۱        | ۱        | ۱           | ۰           | _     | _     | ۴۶    | ۱۸    |
| ولورهمپتون واندررز        | ۱۹–۲۰۱۸    | پریمیر لیگ | ۳۳   | ۹   | ۳        | ۱        | ۱           | ۰           | _     | _     | ۳۷    | ۱۰    |
| ولورهمپتون واندررز        | ۲۰–۲۰۱۹    | پریمیر لیگ | ۳۴   | ۷   | ۰        | ۰        | ۰           | ۰           | ۱۴    | ۹     | ۴۸    | ۱۶    |
| ولورهمپتون واندررز        | مجموع      | مجموع      | ۱۱۱  | ۳۳  | ۴        | ۲        | ۲           | ۰           | ۱۴    | ۹     | ۱۳۱   | ۴۴    |
| لیورپول                   | ۲۱–۲۰۲۰    | پریمیر لیگ | ۱۹   | ۹   | ۰        | ۰        | ۲           | ۰           | ۹     | ۴     | ۳۰    | ۱۳    |
| لیورپول                   | ۲۲–۲۰۲۱    | پریمیر لیگ | ۳۵   | ۱۵  | ۵        | ۲        | ۴           | ۳           | ۱۱    | ۱     | ۵۵    | ۲۱    |
| لیورپول                   | مجموع      | مجموع      | ۵۴   | ۲۴  | ۵        | ۲        | ۶           | ۳           | ۲۰    | ۵     | ۸۵    | ۳۴    |
| مجموع آمار                | مجموع آمار | مجموع آمار | ۲۳۴  | ۷۹  | ۱۲       | ۵        | ۱۱          | ۳           | ۴۲    | ۱۵    | ۲۹۸   | ۱۰۲   |

1. 1 2 3  بازی‌ها در لیگ قهرمانان اروپا
2. ↑  بازی‌ها در لیگ اروپا

### ملی
به‌روز شده در ۱۲ ژوئن ۲۰۲۲
| تیم ملی | سال   | بازی | گل |
| ------- | ----- | ---- | -- |
| پرتغال  | ۲۰۱۹  | ۲    | ۰  |
| پرتغال  | ۲۰۲۰  | ۸    | ۳  |
| پرتغال  | ۲۰۲۱  | ۱۲   | ۵  |
| پرتغال  | ۲۰۲۲  | ۵    | ۱  |
| مجموع   | مجموع | ۲۷   | ۹  |

به‌روز شده در ۲۹ مارس ۲۰۲۲
در بخش «فرجام» گل‌های میزبان در سوی چپ و گل‌های میهمان در سوی راست جای می‌گیرند.
| گل | تاریخ          | مکان                                  | حریف       | گل چندم | فرجام | گونه رقابت               |
| -- | -------------- | ------------------------------------- | ---------- | ------- | ----- | ------------------------ |
| ۱  | ۵ سپتامبر ۲۰۲۰ | دراگو، پورتو، پرتغال                  | کرواسی     | ۲       | ۱–۴   | لیگ ملت‌های اروپا ۲۱–۲۰۲۰ |
| ۲  | ۱۴ اکتبر ۲۰۲۰  | ژوزه آلوالاد، لیسبون، پرتغال          | سوئد       | ۲       | ۰–۳   | لیگ ملت‌های اروپا ۲۱–۲۰۲۰ |
| ۳  | ۱۴ اکتبر ۲۰۲۰  | ژوزه آلوالاد، لیسبون، پرتغال          | سوئد       | ۳       | ۰–۳   | لیگ ملت‌های اروپا ۲۱–۲۰۲۰ |
| ۴  | ۲۷ مارس ۲۰۲۱   | ستاره سرخ، بلگراد، صربستان            | صربستان    | ۱       | ۲–۲   | مقدماتی جام‌جهانی ۲۰۲۲    |
| ۵  | ۲۷ مارس ۲۰۲۱   | ستاره سرخ، بلگراد، صربستان            | صربستان    | ۲       | ۲–۲   | مقدماتی جام‌جهانی ۲۰۲۲    |
| ۶  | ۳۰ مارس ۲۰۲۱   | جسی بارتل، شهر لوکزامبورگ، لوکزامبورگ | لوکزامبورگ | ۱       | ۳–۱   | مقدماتی جام‌جهانی ۲۰۲۲    |
| ۷  | ۱۹ ژوئن ۲۰۲۱   | آلیانتس، مونیخ، آلمان                 | آلمان      | ۲       | ۲–۴   | جام ملت‌های اروپا ۲۰۲۰    |
| ۸  | ۷ سپتامبر ۲۰۲۱ | استادیوم المپیک باکو، باکو، آذربایجان | آذربایجان  | ۳       | ۳–۰   | مقدماتی جام‌جهانی ۲۰۲۲    |
| ۹  | ۲۴ مارس ۲۰۲۲   | ورزشگاه دراگو، پورتو، پرتغال          | ترکیه      | ۲       | ۱–۳   | مقدماتی جام‌جهانی ۲۰۲۲    |

## افتخارات
ولورهمپتون واندررز
- چمپیونشیپ (۱): ۱۸–۲۰۱۷[۲۳]

لیورپول
- جام اتحادیه (۱): ۲۲–۲۰۲۱[۲۴]
- لیگ برتر فوتبال انگلستان (۱)   ۲۵–۲۰۲۴

پرتغال
- لیگ ملت‌های اروپا (۲): ۱۹–۲۰۱۸-۲۰۲۴-۲۰۲۵[۲۵]

فردی
- بازیکن جوان ماه لیگ پرتغال: اکتبر/نوامبر ۲۰۱۵[۲۶]
- گل ماه لیگ پرتغال: فوریه ۲۰۱۶[۲۷]
- گل فصل ولورهمپتون واندررز: ۲۰۱۹
- ترکیب برگزیده لیگ قهرمانان اروپا: ۲۰۲۰[۲۸]

## درگذشت

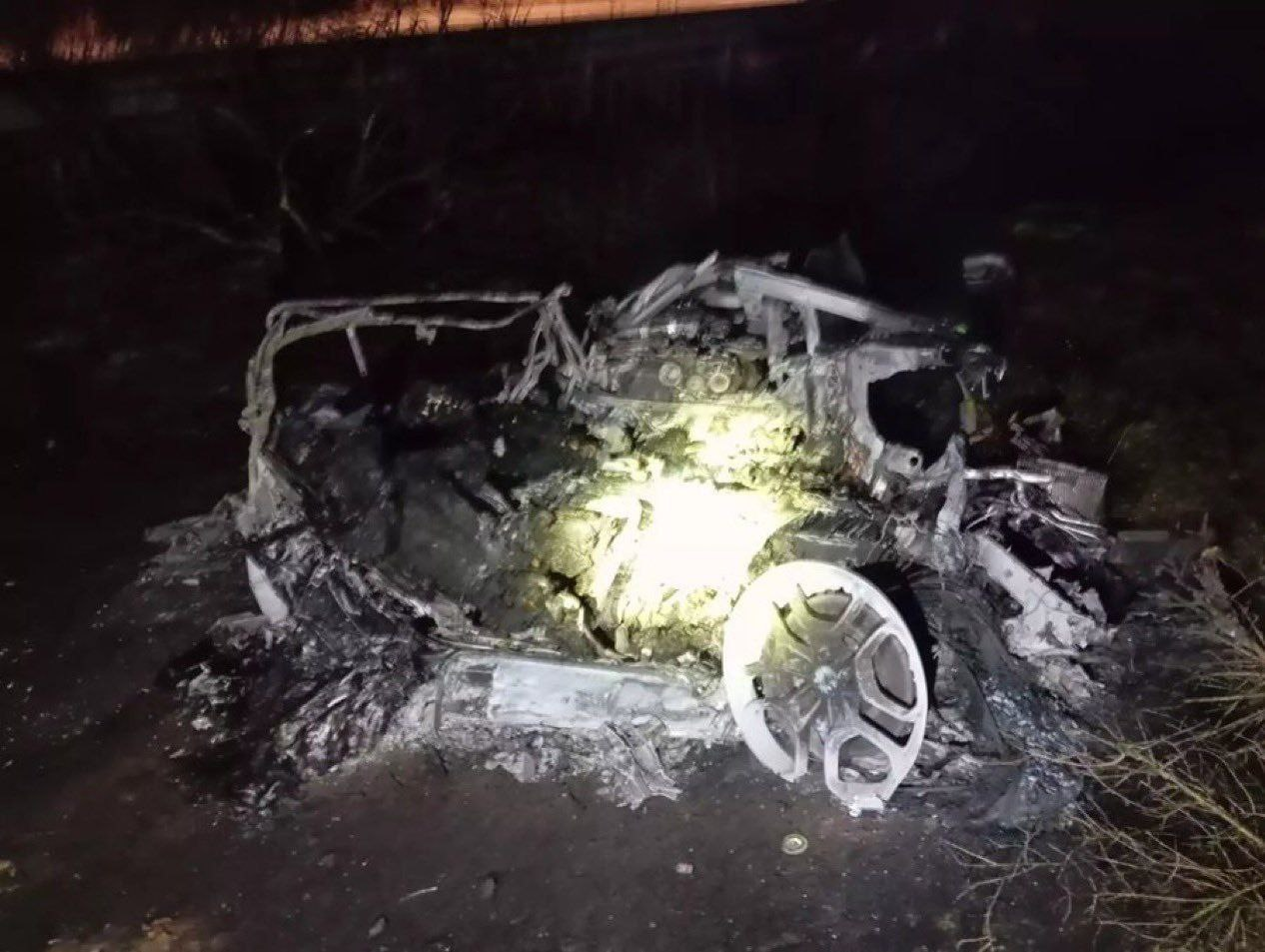
ماشین لامبورگینی دیگو بعد از سانحه

مارکا گزارش داد که در تاریخ ۳ ژوئیه ۲۰۲۵ حدود ساعت ۰۰:۴۰ به وقت اروپا، ژوتا در سن ۲۸ سالگی در یک سانحه رانندگی در شهر چرنادیلا در سرنادیا، اسپانیا، به همراه برادرش، آندره سیلوا، که ۲۵ سال داشت، درگذشت این حادثه در بزرگراه A-52 (کیلومتر ۶۵ پوینت) به سمت بناونته رخ داد.  اورژانس منطقه کاستیا و لئون وقوع این حادثه را تأیید کردند. اورژانس اسپانیا نیز تأیید کرد که هر دو برادر در محل حادثه جان باختند. گارد مدنی اسپانیا اعلام کرد که لامبورگینی اوروس ژوتا هنگام سبقت گرفتن از یک خودرو دیگر به دلیل ترکیدن لاستیک از جاده منحرف شده و سپس خودرو آتش گرفته است. گزارش شده‌است که ژوتا کمی قبل از این سانحه‌رانندگی مرگ‌بار، تحت عمل جراحی جزئی ریه قرار گرفته بود و پس از آن پزشکان به او توصیه کرده بودند که فعلا با هواپیما پرواز نکند. او قصد داشت با کشتی از سانتاندر، در سواحل شمالی اسپانیا، به تمرینات لیورپول بازگردد.
مرگ ناگهانی ژوتا پوشش رسانه‌ای بین‌المللی و همچنین سیل پیام‌های چهره‌های دنیای فوتبال را در پی داشت. لیورپول، باشگاه ژوتا در زمان مرگش، بیانیه‌ای منتشر کرد و در آن اعلام کرد که باشگاه از این درگذشت "ویران" شده است، در حالی که تیم سابق او، وولوز، و نماینده باشگاه، مت وایلد، گفتند: "همه ما کاملاً شوکه شده‌ایم. این خبر بسیار ویرانگری است، نه تنها برای درگذشت دیگو، که به اندازه کافی غم‌انگیز است، بلکه برای از دست دادن برادرش نیز." یورگن کلوپ، که ژوتا را در سال ۲۰۲۰ به لیورپول آورد، اظهار داشت: "دیوگو نه تنها یک بازیکن فوق‌العاده، بلکه یک دوست عالی، یک همسر و پدر دوست‌داشتنی و دلسوز بود! ما خیلی دلتنگ تو خواهیم شد!" کریستیانو رونالدو، هم‌تیمی ژوتا در جام ملت‌های اروپا ۲۰۲۰ و ۲۰۲۴ و فینال لیگ ملت‌های اروپا ۲۰۲۵، عنوان کرد: "منطقی نیست. همین الان ما در تیم ملی با هم بودیم،  شما تازه ازدواج کردید."